# Andreas Schröder
Andreas Schröder (ur. 8 lipca 1960) – wschodnioniemiecki, a potem niemiecki zapaśnik walczący przeważnie w stylu wolnym. Brązowy medalista olimpijski z Seulu 1988 i piąty w Barcelonie 1992. Walczył w kategorii 130 kg.
Złoty medalista mistrzostw świata w 1991; srebrny w 1987; brązowy w 1982 i 1986; czwarty w 1989; piąty w  1985 i 1990. Zdobył osiem medali mistrzostw Europy w latach 1984 – 1992. Wicemistrz świata juniorów w 1979 i Europy w 1980 roku.
Mistrz NRD w stylu klasycznym w 1983; drugi w 1985 i 1988; trzeci w 1982. W stylu wolnym wygrał w latach 1982 – 1989; drugi w 1979 i 1980. Mistrz Niemiec w 1991; drugi w latach 1992 – 1996 roku.